# Alan de Albret

Mapa de Francia en 1477, com indicação dos domínios da Casa de Albret.

Alan de Albret, chamado o Grande (1440 — 1522), foi o 16.º senhor de Albret, visconde de Tartas, 2.º conde de Graves e conde de Castres, um nobre francês com uma destacada presença no panorama político e militar do país durante o século XV. Era filho de João I de Albret e Catarina de Rohan.
Contraiu matrimônio com Francisca de Châtillon, que teve como dote a herança do condado de Périgord e do viscondado de Limoges.
Durante um tempo teve em seu poder o condado de Armañac, e casou seu filho João com Catarina de Foix, herdeira do Reino de Navarra e dos condados de Foix e Bigorra.

## Aguerra louca
Posteriormente, postulou ser herdeiro do duque da Bretanha Francisco II e a mão de Ana, Duquesa da Bretanha, sua filha, e por essas razões rebelou-se contra o poder real. É o conflito bélico conhecido como a Guerra Louca. Suas intrigas não convenceram, e foi derrotado em 1487. 
Sua filha Carlota de Albret contraiu matrimônio com César Bórgia em 1500, e sua bisneta Joana III de Navarra se casou com António de Bourbon, Duque de Vendôme, sendo a mãe do rei Henrique IV da França; por esta última linha, Alan de Albret é antepassado dos atuais ramos da Casa de Bourbon.